# 風邪
風邪（かぜ、common cold, nasopharyngitis, rhinopharyngitis, acute coryza, a cold）とは、原因の80 - 90 %がウイルスの上気道感染症であり、主な影響は鼻に現れる。咽喉、副鼻腔、喉頭も影響を受ける可能性がある。症状はたいてい感染後2日以内に発生する。症状としては、咳、咽頭痛、くしゃみ、鼻水、鼻閉、頭痛、発熱、嗄声などが現れる。患者の多くは回復まで大抵7 - 10日間を要し、一部の症状は3週間まで継続しうる。他に健康に問題がある患者は、肺炎に進行する可能性がある。
多くの場合、単に風邪と言えば急性上気道炎（普通感冒）を指し、西洋医学あるいは日本の医学で厳密には「かぜ症候群」と呼ばれ、日本でも症状を指す言葉である。俗称として、消化器のウイルス感染によって、嘔吐・下痢・腹痛など、腹部症状と上記全身症を来した状態を、「感冒性胃腸炎」「お腹の風邪」（もしくは胃腸かぜ、一部地方では腸感冒、ガストロ）と呼ぶこともある。
成人は平均して年間2 - 3回の風邪にかかり、児童ではそれ以上である。風邪に対してワクチンはない。最も一般的な予防法は、手洗いの実施、洗っていない手で目・鼻・口を触らない、病人と同じ空間にいないことである。いくつかの根拠は、マスクの使用を支持している。
風邪の直接的な治療法は存在せず、罹患期間を短縮させる方法もないが、不快な症状は対症療法で緩和可能であり、イブプロフェンなどの非ステロイド性抗炎症薬 (NSAIDs) は治療の助けとなる。病原がウイルスで細菌の二次感染が無い場合は、抗生物質を使用せず、総合感冒薬の使用も支持されない。

## 症状
症状は、咳嗽（咳、症例の50 %）、咽頭痛 (40 %)、鼻汁・鼻詰まりなど局部症状（カタル症状）、および発熱、倦怠感、頭痛、筋肉痛 (50 %) など。
鼻汁は通常、風邪の初期はさらさらとした水様で、徐々に粘々とした膿性に変化する。
高齢者では、肺炎に至っても発熱は微熱程度のこともある。

### 不顕性感染
抗体を持たない者に風邪ウイルスを鼻投与する、ある実験で、25 %の者がほぼ無症状で終わった例がある。これが無症候性感染／不顕性感染と呼ばれる現象であり、風邪をめぐる未解明の謎の一つである  。

## 病原体
原因の7 - 8割がウイルスである。日本の研究ではかぜ症候群の原因は8 - 9割がウイルスとも言われ、一方で非感染性因子によるものも少数ではあるが挙げられている。

### ウイルス
ライノウイルス (30 % - 80 %)
普通感冒の原因ウイルスのひとつである。
くしゃみ、鼻水、鼻づまりなどが主症状で、年齢を選ばない。「普通感冒」とは、この症状のこと。つまり、いわゆる鼻かぜ、のど風邪のことを普通感冒という。
コロナウイルス (15 %)
1960年代に最初に発見された、冬に感染しやすいウイルス。SARSやMERS、COVID-19（新型コロナウイルス）の症候群は風邪（普通感冒）と区別される。
インフルエンザウイルス (10 % - 15 %)
英語では "flu" とされる。風邪として扱われないことが多い。
アデノウイルス (5 %) 
夏に流行。プールで感染する咽頭結膜熱（プール熱）として知られる。
パラインフルエンザウイルス
インフルエンザという名称が入っているが、インフルエンザウイルスとは別のウイルスである。
喉頭と下気道に感染しやすい。子供がかかる場合が多い。
RSウイルス
小児発症の原因病原体として最多であり、気管支炎や肺炎を起こしやすい。乳幼児は重症になる場合もある。冬の感染が多い。
エコーウイルス
ヒトの腸疾患に関連するウイルスの多系統群。名前は「enteric cytopathic human orphan virus」に由来。
エンテロウイルス
下痢を起こしやすい。夏に流行する。

## 診断
|            | 風邪(Cold) | インフル (Flu)         |
| ---------- | ---------- | ---------------------- |
| 発熱       | まれ       | 頻出 (37-38℃)          |
| 頭痛       | まれ       | 頻出                   |
| 疼痛       | わずか     | 大部分、重度となりえる |
| 疲労・脱力 | 時々       | 大部分、2-3週続く      |
| 極度の疲労 | なし       | 大部分                 |
| 鼻汁       | 頻出       | 時々                   |
| くしゃみ   | 頻出       | 時々                   |
| のどの痛み | 頻出       | 時々                   |

アメリカ疾病予防管理センター (CDC) は、以下のケースでは医療機関に受診すべきと勧告している。
- 体温が摂氏38度以上の場合[4]
- 症状が10日以上継続する場合[4]
- 症状が深刻か、普通でない場合[4]

風邪の多様な症状は、様々な病因によって発生し、稀に淋病が喉粘膜に発生することでも、風邪によく似た症状が出る。この他にも風邪と紛らわしい初期症状を示す病気は数多くあり、これらを風邪として扱ってしまいがちなことが、普通感冒の重症化の場合に加えて、「風邪は万病のもと」と言われる所以となっている。
なお、情報源がアメリカの場合に発熱が「まれ」とされることについては、英語での用法も参照のこと。
風疹、麻疹、流行性耳下腺炎などは、症状が非常に特徴的であり、疾患名が特定しやすいので、風邪には含めない（ただし流行性耳下腺炎は、俗に『おたふくかぜ』と称する）。

### 鑑別疾患
他にもあらゆるウイルス、マイコプラズマ、クラミジア、細菌が風邪の原因となり、その数は200種類以上といわれる。風邪となる病原は非常に多く、またライノウイルスを例に挙げると、数百種類の型が存在するためワクチンを作ることは事実上不可能であり、どのウイルスまたは細菌が原因なのか診断するのも困難である。
逆に言えば、病原となるウイルスまたは細菌が特定できた場合は、それらはそれぞれの疾患名で呼ぶべきであり、風邪という症状名で呼ぶのは適切ではないということになる。例えばインフルエンザウイルスによる風邪に関しては、特に症状が重いことと、検査方法が確立していることから、原因が特定され、その場合は「インフルエンザ」という疾患名で呼ばれることとなる。
細菌性の感染かウイルス性の感染かは血液検査を行い、CRP値と白血球数を参考にする。
風邪の原因となるウイルス・細菌の種類は極めて多く、原因が特定されない場合が多いが、原因が特定できた場合においては、その原因によって疾患名が確定する。また「風邪は万病の元」と言われるが、あらゆる疾患の初期症状は「風邪」として片づけられることも多く見られる。そして疾患が進むと、風邪症状の範疇には収まらない、その疾患の特有の症状が発現することになる。
このため、数日で軽快しない場合は、「あらゆる疾患」が鑑別にあがる。
以下にあるのはその一部分である。
- 経過が短いもの（経過が短いものは急速に増悪し、治療が間に合わないこともある）
  - インフルエンザ
  - 急性喉頭蓋炎
  - 咽頭後壁膿瘍・口底蜂窩織炎
  - 髄膜炎・脳炎
  - 心筋炎
  - レミエール症候群（細菌性頸静脈炎）
  - 慢性骨髄性白血病急性転化
  - 糖尿病性ケトアシドーシス
- 経過が長いもの（正しい診断に至るまで時間がかかることがある）
  - マイコプラズマ感染症
  - クラミジア感染症
  - 肺結核・非結核性抗酸菌症
  - 百日咳
  - 伝染性単核球症
  - 扁桃周囲膿瘍
  - 組織球性壊死性リンパ節炎（菊池病）
  - 感染性心内膜炎
  - 心不全→心臓性喘息
  - 気管支喘息
  - アレルギー性気管支肺アスペルギルス症 (ABPA)・夏型過敏性肺臓炎
  - 慢性閉塞性肺疾患 (COPD)
  - リウマチ性多発筋痛症・RS3PE
  - 巨細胞性動脈炎…原因不明の発熱、頭痛など感冒類似の症状がみられる。
  - 原田病…感冒様症状に続きぶどう膜炎を発症する。

## 流行状況把握
日本国においては2025年(令和7年)4月7日より、急性呼吸器感染症(ARI)として、感染症法上の5類感染症に指定されることとなった。
これにより、定点医療機関からの報告が行われるようになった。また、検体採取によるゲノムサーベイランスも併せて実施する体制としたことで単なる症例数だけではなく、病原体に関する情報も併せて収集することで流行状況の把握を行っている。
定点報告結果は他の法定感染症と同じくJIHSが発行する"感染症発生動向調査 感染症週報(IDWR)"に掲載されている。

## 予防
過労を避け睡眠を十分にとり、健康的な生活を送ることが防御機構のはたらきに重要である。
2014年のシステマティック・レビューでは、手洗い、消毒用アルコールによる手指の消毒、マスク、また亜鉛のサプリメントにて有益である可能性があったが、研究報告にバイアス（偏り）がある可能性もあった。プロバイオティクス（乳酸菌など）も有益である可能性があり、6つのランダム化比較試験の結果には矛盾があったが、プール解析（結合解析）は風邪の減少を示していた。マスクの着用、水やポビドンヨードによるうがい、朝鮮人参、週5日の運動、ニンニク、ホメオパシー、ビタミンC (0.2 - 3 g)、ビタミンD、エキナセアでは、予防の利益は判明しなかった。
- 手洗い - 自宅でも外出時でも、他の人が触れたものに触れた場合は、手を石鹸で洗い、水で30秒以上すすぐ[4]。また、手で自分の目や鼻や口に触れないようにする[4]。ライノウイルスについては感染経路に対して有効なことが確認されている[31]。
- 病人と同室に滞在しない[4]
- 乾燥を防ぐ - 部屋の湿度を50 %以上に保つことは、喉の保湿に役立ち、喉でのウイルスの活動を抑える。
- マスク - 病原体の侵入を防ぐほか、喉の保湿に有益で、また保菌者が他者に感染させる可能性を減らす[33][34]。

2013年のコクランレビューでは、1日200mg以上のビタミンCは、風邪の発症率に変化はないが、重症度を下げ、罹患期間が成人で8 %、小児では14 %短縮し、マラソン選手など極度に肉体疲労する人々では予防効果はあった。2014年のコクランレビューは、3か月毎日のニンニクは風邪の発症率を低下させており、罹患期間に差はなかった。ビタミンCの摂取量が低い人々に対する1000mgのビタミンCは、偽薬に比較して、風邪の発症率を減らし風邪の期間を59 %減少させていた。
ウイルスの鼻投与153人で、2週間の（寝具にいるが眠っていないと下がる）睡眠効率の悪さは発症率を上昇させていた。同じく鼻投与164人で、睡眠状態を計測するアクチグラフによって計測し、7日間の睡眠時間の短さは風邪の発症率を増加させていた。その理解のための調査では、52人を睡眠不足にさせると、免疫応答の低下を示す測定値が減少し、7日後に正常化し元に戻った。
社会と交流を持ったり、社交的支援があったり社会性が高い方が、風邪の発症リスクが低下するという研究が過去に行われてきた。客観的な社会指数と主観的な孤独感を計測した鼻投与213人では、主観的な孤独感の方が風邪を予測していた（問題は社会的な役割の数である）。また社会性が高い人は、実際にウイルスに感染した際に撒き散らすウイルス量も少ないという結果になった。
795人に風邪ウイルスを鼻投与した研究において、24歳までの親では差がなかったが、それ以上の年齢で、子を持つ親の方が風邪への抵抗性が高く、子供の数が1-2人より3人以上で高く、また同居しているほど高かった。139名に同様にウイルスを鼻投与し、不安、敵対的、抑うつ的な感情様式の人々よりも活気があり穏やかといった健康的な感情様式の場合にライノウイルスやインフルエンザウイルスに感染しにくかった。
幼児期に保育施設に通っていた場合、後年あまり風邪を引かない、という相関があるとされているが、詳しい要因・機序は不明である。

## 治療
一般に7日から10日で治癒する。快癒させる薬はない。2009年の350人でのランダム化比較試験では、医師が共感的に対応した方が重症度が低く風邪の期間が0.9日短く、2011年の719人での追試も似たような結果となった。
西洋医学でも東洋医学でも、安静にして睡眠をしっかり摂ることは、風邪の治療に一番良い。発熱に対しては体力の問題や脱水が危惧される場合のみ冷却し、脱水には注意するが過剰にカロリーを摂取する必要はない。早期にこれらの適切な一般療法を施し、悪化させないことが重要である。

### 西洋医学の治療法
西洋医学系の医師は、個々が訴える辛い症状を緩和する薬（対症療法）を採用し、総合感冒薬・解熱薬・鎮痛薬・鎮咳去痰薬を、複数処方することが多い。
- 非ステロイド性抗炎症薬 (NSAIDs) は、成人の風邪による痛みを改善しうる（エビデンスレベルA）[11]
- 充血除去薬、抗ヒスタミン薬と充血除去薬の組み合わせ、および鼻腔内イプラトロピウムは、成人の風邪症状を改善しうる（エビデンスレベルB）[11]。

アメリカ家庭医学会 (AAFP) ガイドラインは、成人の風邪に対し、以下の治療は効果を示さない (Not effective) としている。

#### 抗生物質の投与

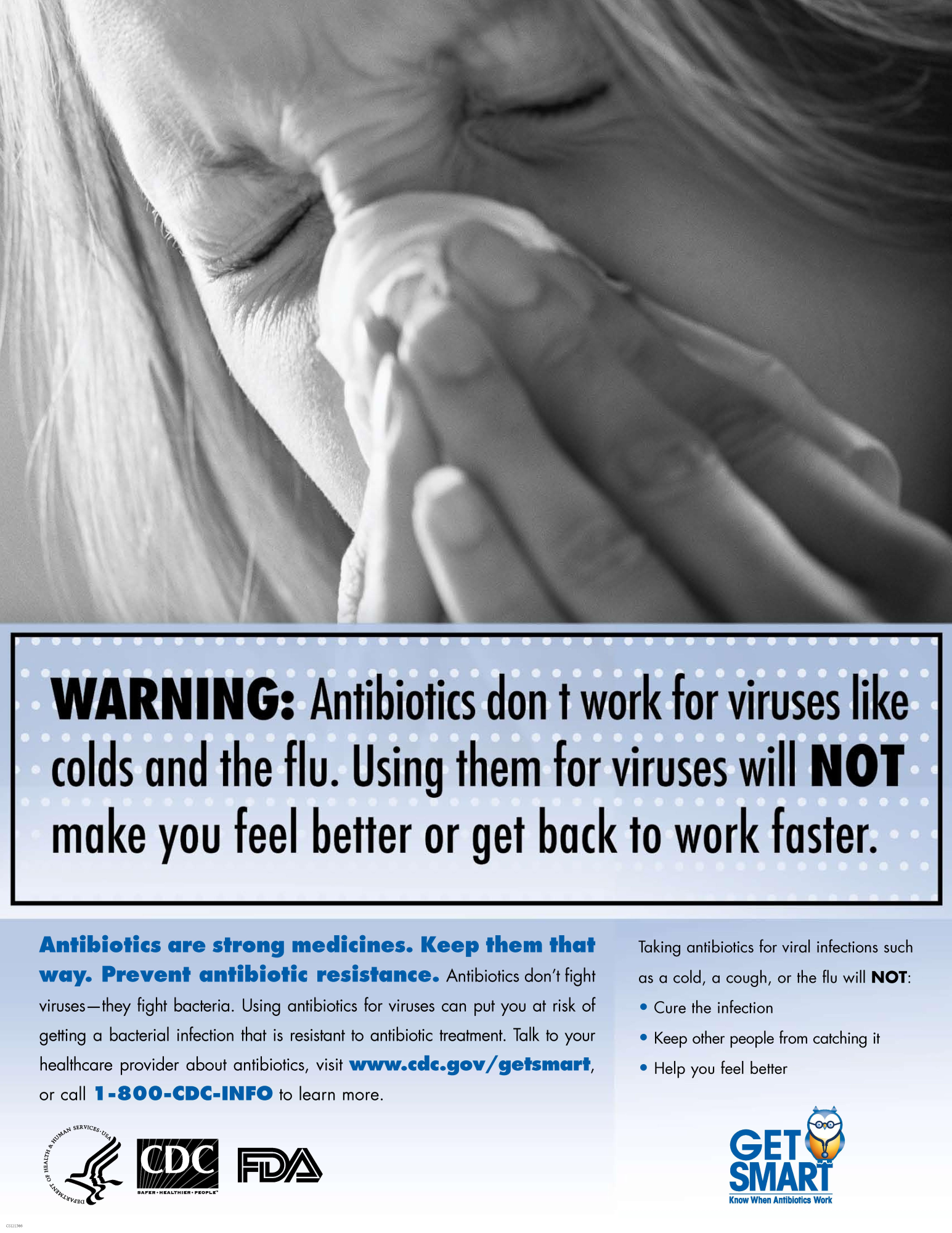
米国CDCの"Get Smart"キャンペーンポスター。抗生物質は風邪などのウイルス感染症には効かないことを警告している。

抗生物質（狭義の抗菌薬）は、抗細菌作用しか持たないため、風邪の約9割を占めるウイルス感染には効果がない。基本的に風邪は自然軽快し、抗生物質は副作用や薬剤耐性菌出現の原因となるため、投与しないことが推奨されている。一方で、世界保健機関の2015年調査では、抗生物質を風邪やインフルエンザの治療に使用できると誤答した人は64%にのぼった。
ただし「風邪」と呼ばれる状態は、患者の思い込みを含めて多様な病態を含みうる概念であり、基礎疾患の有無や鑑別によっては抗生物質を投与すべき場面もある。
コクランのシステマティック・レビューでは、普通感冒および化膿性鼻炎への抗生物質の投与に有意な効果はなく、有害作用のリスクが有意に高まることが報告されている（アメリカ家庭医学会によるエビデンス評価は最良A）。

#### 抗ウイルス薬
抗ウイルス薬の処方は、風邪の原因ウイルスが多種に及ぶため現実的な効果はないが、いくつかの予備試験ではベネフィットが示されている。

#### 解熱剤
発熱は一種の生体防御反応であり、微生物の侵入による外因性・内因性発熱物質の産生により、深部体温が上昇すると免疫機能が亢進し、病原体に対する抵抗力が高くなることが示されている。また発熱がウイルスの増殖を抑制するともいわれ、高熱の場合を除き解熱薬の安易な投与は控えるべきである。解熱鎮痛剤の一種であるロキソプロフェンは有意ではないものの、炎症を押さえ、平均で風邪の治癒を1日遅らせる。
体温の上昇が極端に激しい場合、体力の消耗や脱水の危険回避のために医師が解熱鎮痛剤を使用することは正しい。小児は体温調節中枢（視床下部）による体温調節機能の発達が未熟であり、高体温となりやすい。乳幼児の場合は、体温の上昇は熱性けいれんの危険性があるため、大人以上に注意を払う必要がある。しかし受診せずに解熱剤を使うことは厳禁で、小児科医にとって「熱さましは親の敵」と言われる。小児に限らず、医師の関与なき解熱剤の使用は危険である。

#### 有効性の調査
アメリカ胸部医学会 (ACCP) による、2017年のシステマティック・レビューは、風邪の咳を緩和する治療を調査し、ハチミツでは1歳以上の場合に有効性を示す複数の研究があり（1歳以下の乳児は、乳児ボツリヌス症になるため禁止）、亜鉛トローチでは有効とする弱い証拠があり、抗ヒスタミン薬や鎮痛薬、NSAIDsでは効果を裏付けるデータはなかったため、咳のためには、市販薬は推奨できないとした。2018年にBMJが掲載した調査によると、システマティック・レビューを検索した結果からは充血除去薬は効果が小さいが鼻症状に有効性があることが示された。
第二世代抗ヒスタミン薬（鎮静作用がない）では効果なしか不明で、鼻症状に効果が確認されているのは第一世代抗ヒスタミン薬（鎮静作用あり）である。特に充血除去薬と解熱鎮痛薬を併用した場合、副作用の可能性があり、不眠、眠気、頭痛、胃腸症状が起こりえる。
よく知られていない副作用では、充血除去薬の長期使用が薬物性鼻炎を起こすことがあり、薬によって安全な使用期間は異なるが最大3 - 7日が推奨される。錠剤と鼻スプレーのどちらが効果的かを示す研究は見つからない。エキナセア、ビタミンC 、亜鉛ロズンジ/ロゼンジ（トローチ）は鼻の症状に効果はない。
2014年のシステマティック・レビューでは、抗ヒスタミン単独では意味のある恩恵はなく、充血除去薬では大人で小さな利益であり、充血除去薬との併用では大人では有益であり、抗生物質では利益はないが有害事象を増加させていた。
2013年のコクランによるシステマティック・レビューでは、治療のためのビタミンCでは結果が一貫していなかった。ビタミンC 1,000 mgと亜鉛10 mgの併用では、2つのランダム化比較試験の合計94人から症状緩和のために偽薬より有効であった。2018年の9研究のメタアナリシスは、両方のグループで発症前からビタミンCを服用しており、風邪の発症後に日に1から6グラムをさらに追加して服用したグループでは、平均10時間の風邪の期間の短縮がみられた。
加湿器についての2018年のコクランのレビューは、研究は少なく限られた結果からは、利益も害もないとした。

### 東洋医学の治療法
|        | 急性期           | 亜急性期         | 回復期             |
| ------ | ---------------- | ---------------- | ------------------ |
| 丈夫   | 西洋薬           | 西洋薬           | （自然治癒が多い） |
| ふつう | 西洋・漢方を併用 | 西洋・漢方を併用 | 漢方薬             |
| 虚弱   | 西洋・漢方を併用 | 西洋・漢方を併用 | 漢方薬             |

東洋医学において風邪にもっともしばしば用いられる、漢方処方の流れを以下に示す。
- 急性期（原則は発汗療法）[64]
  - 悪寒・発熱・頭痛があり、汗が出ていない／急性喉頭炎・急性扁桃炎の初期：葛根湯（麻黄を含む薬剤中心）（ある程度体力のある人向けであり、画一処方は慎む[64]）
  - 鼻炎で鼻水・くしゃみ・鼻閉：小青竜湯
  - インフルエンザで高熱があり、頭痛・倦怠・筋肉痛などが顕著: 西洋医療を優先[64]
  - 軽度の鼻炎・喉頭炎の症状があり、悪寒で顔面蒼白、元から虚弱冷え性体質：麻黄附子細辛湯[64]
  - 口渇があるような明らかな熱証の場合の処方：銀翹散
- 亜急性期
  - 熱が上下して悪寒と発熱が交互に現れてきた場合は発汗療法を打ち切る[64]
  - 鼻詰まりの改善を目的とする場合や副鼻腔炎を併発している場合の処方：辛夷清肺湯
- 回復期
  - 補中益気湯[64]
  - 黄耆建中湯

急性期・亜急性期には西洋医薬との併用が有効である。

#### 小児の場合
東洋医学において、小児がかぜをひきにくくなる、というのは、体の免疫機能が高められていることを意味する。かぜをひきにくくする、ということは虚弱体質の改善と関係があると考え、次のような漢方処方が代表的なものだとも言われている。
- 葛根湯（かっこんとう）[65]。薬方中の麻黄はエフェドリンを含み、ときに消化器障害、興奮などをおこすことがあるが、小児の場合、成人にくらべて麻黄によく耐えるということが経験的に知られており、（成人に比べれば）神経質に考えなくてもよい。ただし、あまりに胃腸の弱い小児には使用しないほうがよい。

#### 高齢者の場合
- 葛根湯[66]
- 香蘇散（こうそさん）[67]。医師の大塚恭男は、元来、虚弱体質の人の風邪が適応だが、老人の場合一見頑強に見えても抵抗力は低下していることが普通なので、60歳以上であれば、体質を選ばず使用してよいと思われ、いつも風邪をひいていると訴える人や、鬱状態をともなっている人には、平素から服用してもらうことで風邪の予防になると述べている[67]。
- 真武湯（しんぶとう）。風邪をひいても、あまり高熱が出ず、たかだか微熱程度で、悪寒があり、体がだるくて起きていられないような場合に使用する[68]。
- 竹筎温胆湯（ちくじょうおんたんとう）。比較的体力の低下した人の長引いた呼吸器症状が対象であるが、老人の呼吸器疾患には一般に使用してよいと思われる、と大塚恭男は述べている[68]。さらに、この薬方（処方）には温肝湯のニュアンスもあるので、不安・不眠といった精神症状の要素も対象となっている[68]。

### 児童の風邪
アメリカ家庭医学会 (AAFP) ガイドラインでは、4歳以下の児童に対してはOTC風邪薬（総合感冒薬）を用いてはならないとしている（Should not be used, エビデンスレベルB）
またAAFPは、児童の風邪に対し以下の介入は効果を示さない (Not Effective) としている。
2018年にBMJが掲載した調査によると、システマティック・レビューを検索した結果からは子供で効果を確認したものはなく、注意を要することが示された。6歳未満には推奨できない。

## 民間療法
風邪に対する民間療法には様々なものがあり、中には相矛盾するものもある。一般的には免疫活動を活発化させると良いと考えられているが、必ずしもそれに繋がらないものもある。
蕎麦蜂蜜
児童の症状を減少させうる（エビデンスレベルB）。
牛乳や豆乳を取る
栄養をつけるためなどである。
水分を取る
発熱による発汗が増えることもあるので水分を十分に取る。風邪をひくと体温が上がり、目に見える形での汗は減少するが、皮膚からの水分喪失の主体である不感蒸泄は増加する。電解質を補いながらの水分補給は必要である。ただし心不全や腎不全を持つ危険のある高齢者の場合は、過剰にならないように注意する必要がある。
おかゆ
米飯より消化が良いだけではなく水分が同時に摂取できる。また柔らかいので喉に対する刺激が少ない。サッパリしているために食べやすく、栄養素として鶏卵を入れたり梅干しを入れることも多い。
梅干し
おかゆを食べるときの定番のおかずだが、風邪に対する効果もある。ベンズアルデヒドは痛みを軽減し、クエン酸が食欲を増進させると共に、消化器官に刺激を与えることにより消化を助ける。
ネギ
食べやすいように切ってから生で食べる。体を温める。辛味成分には発汗作用があり、食用としても効果がある。
縦に切り込みを入れ、軽く焼き、暖かいうちに手ぬぐいなどにくるんで喉に巻いて首を暖め、臭いなどの揮発成分を吸入して粘膜に刺激を与え、呼吸を整える。なお、「有効成分は皮膚から吸収されない」と指摘されることがあるが、そもそも有効成分を摂取する目的で首に巻くわけではない。
しょうが湯
お湯を注いですぐに作れるタイプも市販されている。体を温め、喉の痛みや咳に効果を発揮する。ハチミツレモンしょうが湯 (ginger tea with lemon and honey) は、風邪のときに海外では、よく利用され市販されているタイプもある。
カリン
喉の症状を緩和させる。陰干しにしたものを煎じるなどして使用し、天明7年（1787年）に発行された「食品国歌」には、すでにカリンが痰に効能があることが記されている。
ニラ
栄養価が高く、主に雑炊の具などに利用する。
葛湯
葛粉を水に溶いて加熱して飲む。風邪の漢方薬の代表である「葛根湯（かっこんとう）」は葛の根が主成分であるが、市販の葛粉は馬鈴薯でんぷんである場合が多い。
蜂蜜大根
さいの目に切ったダイコンを蜂蜜に一晩程度漬け、そのシロップを飲む。喉の症状を抑える。
果物
ビタミンと水分の補給としての効果。ビタミンCが多いみかんやレモン。また栄養源としてバナナ。またそのジュースなど。高熱でつらい状況を緩和する。
リンゴジュース
リンゴジュースが果糖や各種ビタミン・ミネラルを含有することから。大日本果汁株式会社（現在のニッカウヰスキー株式会社）が、国産初の果汁100%リンゴジュースを生産したが、あまり売れなかったため、その栄養価を宣伝したことによる。その価格ゆえに日常の飲料としては普及しなかったが、風邪の民間療法としてリンゴジュースの飲用が普及し、家庭でリンゴを絞って手作りする場合もあった。ちなみに実際にはリンゴジュースは、少なくともビタミンの含有量はさほど大きいわけではない。
キンカンの甘露煮
数個を湯に漬け、飲用する。
モモ缶
モモの果肉をシロップに漬けた缶詰を食べる。療法というよりも、見舞い品として多く用いられることから。
卵酒
有名な民間療法だが、アルコールは炎症を増悪させるので、症状を悪化させる。また、酒を市販の風邪薬と併用してはならない。特に、多くの市販薬に含まれている解熱鎮痛成分であるアセトアミノフェンは、エタノールと併用すると、肝臓に強い毒性を示す。長期間に渡って併用した結果、死亡した事例もあるため使用しない（詳しくはアセトアミノフェンを参照）。
日本酒、卵、砂糖をかき混ぜ、湯煎にかけて卵が固まらない程度に温める。手軽に作るには、燗をつけた酒に溶き卵を加えながらかき混ぜる。生姜の絞り汁を加えると、体の保温効果が高まり、より有効であるとされる。日本国外でも、ワインやホットウィスキーに卵を加え、蜂蜜などを使った『エッグノッグ』という飲み物が、風邪を引いた際に用いられている所がある。
ミルクセーキ
生卵と牛乳をよくかき混ぜて作るミルクセーキは、卵の良質なタンパク質やビタミンを美味しく手軽に摂取できる。とくに解熱剤などによって胃腸が弱ったときの重要な栄養源となる。場合によって砂糖などで調味する。
陳皮
みかんの皮を十分に乾燥させたもので漢方薬として用いられる。自宅でもよく洗ったみかんの皮を十分に乾燥させて作ることができる。それを細かくして煎じて飲む。喉から来る症状によく効く。また、みかんの中身は水分とビタミンCが豊富なので、捨てずに食べる。薄皮は消化機能が低下している場合は、消化不良となってしまうこともあるので、注意する。
入浴（日本）
抵抗力が低くなる状態において体を清潔に保ち、汗を流し去ることにより精神的にも清涼感を与える。初期において、体温を上げて免疫を強くする。体力を消耗させぬよう短時間にとどめ、すぐ布団に入って安静にすることにより体力を集中させる。
風呂に入らない（日本）
日本の家庭医学書では、風邪のときに入浴は控えるよう書かれていることがある。最新医療では、発熱が無ければ風呂に入っても良いとされる。ただし、湯冷めを避けるため、浴室及び脱衣室の十分な保温が必要である。また、長時間の入浴は体力を消耗するので、短時間にとどめるべきである。
体を温める（日本）
悪寒を感じたときには特に温める。体感に見合った対応が必要で、暑く感じているときまで無理に温める必要はないが、体温を上げるために体力を消耗させないようにすることが良い。発汗はタオルで拭い、冷やして汗を止めない。そして発汗後に熱が下がった時期を最も慎重に心身を弛めて過ごすこと。
体を冷やす（西洋）
解熱鎮痛を目的とし、氷を浮かべた水風呂に入ると効果的とされるが、全身を冷やすことは体力の低下に繋がる。高熱が続くようなら腋下、内股などを冷やすと効果的。ただし、頸動脈を冷やすと冷やされた血が脳に流れ込み悪影響を与える可能性があるので、注意が必要である。
ビタミンCサプリメント
ビタミンCが風邪を予防するという説をはじめて大々的に広めたのは、ノーベル化学賞を受賞したライナス・ポーリングであった。1970年に出版されたポーリングの著書『ビタミンCと感冒 (Vitamin C and the Common Cold)』はベストセラーとなった。
ビタミンCは、とりわけ子供や疲労した大人の風邪の予防に一定の効果があることがわかっているが、万人に効果があるわけではない。また一部の科学者からは、ビタミンCは体内でシュウ酸を発生させるため、過剰摂取すると胆石や尿路結石の罹患につながる危険性が指摘されている。
チキンスープ
欧米では鶏肉と野菜を煮込んで作ったチキンスープが風邪に効果があると信じられており、いまでも民間医療としてよく用いられる。この説は古く、12世紀にはすでにユダヤ人のモーシェ・ベン＝マイモーンによって記されていた。チキンスープはまだ科学的に効果が立証されたわけではないが、温かく栄養に富んだスープは患者に体力をつけるのに役立つとされている。
エキナセア
センシンレン（穿心蓮）やペラルゴニウム・シドイデス
成人の風邪の持続期間や重症度を改善しうる。
自然な経過に従い、症状の期間を短くしようとせずに静養する
風邪というものは、疲労の潜在による現象であり、治療するべきものではなく、経過に合わせて静養すべきものである、という考え方。
自然な経過で治ることに、潜在意識が従うようにする
潜在意識で、風邪を引くという考えが入ると、風邪の現象が起き、潜在意識が治ることに反抗すると、治らずに悪くなる、という心理面（精神神経免疫学）についての指摘がある。

## 社会的状況
日本語の「風邪」の語源は定かではない。俳句では冬の季語として扱われる。
日本はもともと予防のためにマスクをする人が多いが、これは他の国の人々には奇妙に思われていた。

### 英語での用法
英語の cold は「発熱がない病状」と認識されることが多いため、日本人が発熱時に cold と伝えると軽症に見られ、また日本の医療で cold に対して投薬されることが日本以外から見て過剰診療とされることもある。